# Charlotte Mineau
Charlotte Mineau (Escanaba (Michigan) 24 de març de 1886 – Los Angeles, 12 d'octubre de 1979) va ser una actriu de cinema mut nord-americana activa entre 1912 i 1932 que va actuar en rols secundaris en moltes pel·lícules de Charles Chaplin i de Laurel i Hardy. Actriu de talla molt alta, va aportar glamour a moltes de les primeres comèdies i va arribar a cobrar uns respectables 350 dòlars a la setmana. La seva estatura feia difícil que fos contractada i per això es va especialitzar en rols de matrona severa i descuidada.

## Biografia
Ve néixer el març de 1886 a Escanaba tot i que algunes fonts asseguren que va néixer a Bordeus. i dos mesos després quedà òrfena quan el seu pare, Adolph, ofial de policia de 28 anys, es va ofegar anant a pescar a Chandler Falls. Va estudiar a Escanaba i després va anar al Green Bay Business College a Wisconsin per estudiar estenografia. Va tornar a Escanaba i va treballar com a estenògrafa, secretària i operadora de telefonia. El 1910, va anar a Chicago a buscar feina d'estenògrafa. Tot i això, va ser contractada per la Essanay cap al 1911. La seva primera pel·lícula coneguda, “The Little Poet”, es va estrenar el gener de 1912. Allà co-protagonitzà nombroses comèdies amb Wallace Beery. En arribar Chaplin a la Essanay a finals del 1914 ella ja era una actriu amb experiència i al 1915 va participar en algunes de les seves pel·lícules. (“His New Job”, “A Night in the Show”). A finals d'aquell any, quan Chaplin va deixar l'Essanay per la Mutual, Mineau el va seguir després d'una estada de 6 mesos a la Selig. Va continuar treballant amb Chaplin durant dos anys. Posteriorment amb Mack Sennett Comedies o Hal Roach va participar en pel·lícules amb d'altres actors populars com Laurel i Hardy. Amb l'arribada del sonor la seva carrera es va acabar no sense abans participar en la pel·lícula dels Germans Marx, "Pistolers d'aigua dolça".. En retirar-se, després d'haver participat en més d'una vuitantena de pel·lícules, va passar la resta de la seva vida a Los Angeles.

## Filmografia

### Essanay (1912-1915)
- The Little Poet (1912)
- The Usual Way (1913)
- Boarding a House Scramble (1914)
- Sweedie and the Lord (1914)
- Topsy-Turvy Sweedie (1914)
- Golf Champion 'Chick' Evans Links with Sweedie (1914)
- Sweedie Learns to Swim (1914)
- The Laundress (1914)
- Three Boiled Down Fables (1914)
- The Prevailing Craze (1914)
- Sweedie at the Fair (1914)
- Sweedie Collects for Charity (1914)
- Two Dinky Little Dramas of a Non-Serious Kind (1914)
- Sweedie's Suicide (1915)
- Two Hearts That Beat as Ten (1915)
- His New Job (1915)
- Sweedie Goes to College (1915)
- The Victor (1915)
- The Fable of the Two Unfettered Birds (1915)
- Sweedie's Hero (1915)
- A Bunch of Keys (1915)
- Rule Sixty-Three (1915)
- A Night in the Show (1915)

### Mutual Film (1916)
- The Floorwalker (1916)
- The Fireman (1916)
- The Vagabond (1916)
- A Milk White Flag (Selig, 1916)
- The Count (1916)
- The Pawnshop (1916)
- Behind the Screen (1916)
- The Rink (1916)
- Easy Street (1917)

### Altres companies (1917-1933)
- The Betrayal of Maggie (1917)
- Are Married Policemen Safe? (1918)
- Rosemary Climbs the Heights (1918)
- Carolyn of the Corners (1919)
- Love's False Faces (1919)
- Hearts and Flowers (1919)
- Trying to Get Along (1919)
- The Dentist (1919)
- Up in Alf's Place (1919)
- His Last False Step (1919)
- Let 'er Go (1920)
- Married Life (1920)
- You Wouldn't Believe It (1920)
- Great Scott! (1920)
- His Youthful Fancy (1920)
- Don't Weaken! (1920)
- Movie Fans (1920)
- Fickle Fancy (1920)
- Love, Honor and Behave (1920)
- She Sighed by the Seaside (1921)
- Hard Knocks and Love Taps (1921)
- Love Is an Awful Thing (1922)
- The Extra Girl (1923)
- One Cilinder Love (1923)
- Kidding Katie (1923)
- Happiness (1924)
- Flickering Youth (1924)
- The Lion and the Souse (1924)
- Little Robinson Corkscrew (1924)
- The Hansom Cabman (1924)
- The Sea Squawk (1925)
- Flaming Flappers (1925)
- The Hug Bug (1926)
- Dizzy Daddies (1926)
- Baby Clothes (1926)
- Sparrows (1926)
- Should Husbands Pay? (1926)
- Wise Guys Prefer Brunettes (1926)
- Get 'Em Young (1926)
- 45 Minutes from Hollywood (1926)
- Peaches and Plumbers  (1927)
- Love 'em and Weep (1927)
- The First Auto (1927)
- Sugar Daddies (1927)
- Pistolers d'aigua dolça (1931)
- Beach Pajamas (1931)
- Strictly Unreliable (1932)
- Cold Turkey (1933)